# پورباخ آم نویسیدلرسی
پورباخ آم نویسیدلرسی (به آلمانی: Purbach am Neusiedlersee) یک شهر و شهرک با حقوق شهرک و روستای سابق در اتریش است که در Eisenstadt-Umgebung District واقع شده‌است.

## خصوصیات
پورباخ آم نویسیدلرسی ۲٬۸۳۵ نفر جمعیت دارد.